# Lemešany
Lemešany jsou obec na Slovensku v okrese Prešov. Žije zde přibližně 2 000 obyvatel, rozloha katastrálního území činí 9,2 km².
Leží v blízkosti dálnice D1 (E 50), spojující Prešov a Košice, v údolí řeky Torysa.
Lemešany jsou poprvé písemně zmiňovány v roce 1289 jako Lemes.